# 12-й армейский корпус (Российская империя)
12-й армейский корпус — общевойсковое соединение (армейский корпус) Русской императорской армии. Сформирован 1 ноября 1876 года в составе 12-й, 33-й пехотных дивизий и 12-й кавалерийской дивизии.

## Состав
До начала войны входил в Киевский военный округ. Состав на 18.07.1914:
- 12-я пехотная дивизия
- 19-я пехотная дивизия
- 3-я стрелковая бригада
  - 9-й стрелковый полк
  - 10-й стрелковый полк
  - 11-й стрелковый полк
  - 12-й стрелковый полк
  - 3-й стрелковый артиллерийский дивизион
- 12-я кавалерийская дивизия
- 2-я Сводная казачья дивизия
- 12-й мортирно-артиллерийский дивизион
- 5-й сапёрный батальон
- 4-й обозный батальон
- 5-й обозный батальон

Участие в боевых действиях
Корпус активно действовал в Первую мировую войну, в частности, в Рава-Русской операции 1914 г. и декабрьской операции 1915 г. на Стрыпе. Корпус - "именинник" Июньского наступления Юго-Западного фронта 1917 г.

## Командование корпуса

### Командиры
- 01.11.1876 — 27.06.1877[4] — генерал-лейтенант Ванновский, Пётр Семёнович[5]
- 25.06.1877 — 30.01.1878 — генерал-лейтенант великий князь Владимир Александрович
- 01.08.1879 — 22.05.1881 — генерал-адъютант генерал-лейтенант Ванновский, Пётр Семёнович
- 27.05.1881 — 09.04.1889 — генерал-лейтенант барон Таубе, Максим Антонович
- 09.04.1889 — 13.10.1893 — генерал-лейтенант Зверев, Николай Яковлевич
- 03.11.1893 — 17.02.1896 — генерал-лейтенант Батьянов, Михаил Иванович
- 21.02.1896 — 29.05.1899 — генерал-лейтенант (с 06.12.1898 генерал от инфантерии) Новицкий, Николай Дементьевич
- 11.08.1899 — 09.09.1900 — генерал-лейтенант Юнаков, Леонтий Авксентьевич
- 09.09.1900 — 08.11.1904 — генерал-лейтенант Карасс, Иван Александрович
- 23.11.1904 — 12.01.1905 — генерал-лейтенант Бекман, Владимир Александрович
- 12.01.1905 — 18.03.1906 — генерал-лейтенант Шмит, Евгений Оттович
- 18.03.1906 — 21.05.1908 — генерал-лейтенант (с 13.04.1908 генерал от инфантерии) Мешетич, Николай Фёдорович
- 21.05.1908 — 31.01.1913 — генерал-лейтенант (с 10.04.1911 генерал от кавалерии) Корганов, Адам Соломонович
- 15.08.1913 — 19.07.1914 — генерал-лейтенант (с 06.12.1912 генерал от кавалерии) Брусилов, Алексей Алексеевич
- 16.07.1914 — 03.02.1915 — фактический командующий генерал-лейтенант (с 22.01.1915 генерал от инфантерии) Леш, Леонид Вильгельмович.
- 03.02.1915 — 07.05.1915 — генерал от инфантерии Леш, Леонид Вильгельмович
- 03.06.1915 — 05.07.1915 — генерал-лейтенант Альфтан, Владимир Алексеевич
- 05.07.1915 — 20.03.1916 — генерал-лейтенант Каледин, Алексей Максимович
- 30.03.1916 — 10.04.1917 — генерал-лейтенант (с 15.01.1917 генерал от кавалерии) Казнаков, Николай Николаевич
- 12.04.1917 — 07.07.1917 — генерал-майор (с 29.04.1917 генерал-лейтенант) Черемисов, Владимир Андреевич
- 22.07.1917 — 07.10.1917 — генерал-майор (с 23.08.1917 генерал-лейтенант) Черкасов, Пётр Владимирович
- 07.10.1917 — хх.12.1917 — командующий генерал-майор Аджиев, Павел Павлович
- 17.12.1917 — хх.12.1917 — подполковник Крапивянский, Николай Григорьевич (выборный командир)
- 1917 — генерал-майор Чумаков, Василий Тимофеевич[6]

### Начальники штаба
- 01.11.1876 — 20.02.1877 — генерал-майор Дукмасов, Павел Григорьевич
- 20.02.1877 — 25.09.1879 — генерал-майор (с 16.04.1878 в Свите Е. И. В.) Косич, Андрей Иванович
- 19.11.1879 — 08.10.1881 — генерал-майор Золотарёв, Василий Григорьевич

- 21.10.1881 — 18.04.1891 — генерал-майор Маркозов, Василий Иванович
- 18.04.1891 — 16.05.1891 — генерал-майор Кононович-Горбацкий, Пётр Викентьевич
- 09.06.1891 — 20.10.1898 — генерал-майор Кащенко, Арсений Феофанович
- 19.12.1898 — 20.11.1899 — генерал-майор Нечаев, Николай Иванович
- 20.11.1899 — 26.06.1902 — генерал-майор Иевреинов Александр Иоасафович
- 27.11.1902 — 12.07.1904 — генерал-майор Рутковский, Пётр Константинович
- 05.11.1904 — 29.12.1909 — генерал-майор Зандер, Георгий Александрович
- 29.12.1909 — 02.04.1914 — генерал-майор Адариди, Август-Карл-Михаил Михайлович
- 23.05.1914 — 16.08.1914 — генерал-майор Калачёв, Николай Христофорович
- 08.11.1914 — 26.06.1915 — генерал-майор Данилов, Георгий Алексеевич

### Начальники артиллерии
В 1910 году должность начальника артиллерии корпуса была заменена должностью инспектора артиллерии, и 28.07.1910 последний начальник артиллерии корпуса П. В. Сухинский был назначен инспектором артиллерии корпуса.
Должность начальника / инспектора артиллерии корпуса соответствовала чину генерал-лейтенанта. Лица, назначаемые на этот пост в чине генерал-майора, являлись исправляющими должность и утверждались в ней одновременно с производством в генерал-лейтенанты.
- 04.11.1876 — 28.03.1879 — генерал-майор (с 17.10.1877 генерал-лейтенант) Неелов Александр Петрович
- 28.03.1879 — 28.08.1889 — генерал-майор (с 15.05.1883 генерал-лейтенант) Барсов, Александр Андреевич
- 07.09.1889 — 02.05.1890 — генерал-лейтенант Кобылинский, Степан Осипович
- 02.05.1890 — 18.04.1895 — генерал-майор (с 30.08.1890 генерал-лейтенант) Скерлетов, Николай Павлович
- 17.05.1895 — 16.11.1896 — генерал-майор (с 14.05.1896 генерал-лейтенант) Фриде, Василий Яковлевич
- 16.11.1896 — 18.02.1899[7] — генерал-майор (с 06.12.1898 генерал-лейтенант) Михайлов, Гавриил Гаврилович
- 16.03.1899 — 02.07.1903 — генерал-майор (с 06.12.1899 генерал-лейтенант) Бобровский, Владимир Осипович
- 04.09.1903 — 28.04.1908 — генерал-майор (с 06.12.1906 генерал-лейтенант) Емельянов, Ариан Алексеевич
- 03.07.1908 — 16.07.1915 — генерал-лейтенант Сухинский, Пётр Васильевич
- 03.08.1915 — 29.04.1917 — и. д. генерал от артиллерии Невадовский, Дмитрий Иванович
- 29.04.1917 — хх.хх.1917 — и. д. генерал-майор Чумаков, Василий Тимофеевич
- хх.хх.1917 — хх.02.1918 — и. д. генерал-майор Невадовский, Николай Дмитриевич